# Variostoma
Variostoma es un género de foraminífero bentónico de la familia Duostominidae, de la superfamilia Duostominoidea, del suborden Robertinina y del orden Robertinida. Su especie tipo es Variostoma spinosum. Su rango cronoestratigráfico abarca desde el Anisiense (Triásico medio) hasta el Noriense (Triásico superior).

## Clasificación
Variostoma incluye a las siguientes especies:
- Variostoma acutoangulata †
- Variostoma catilliforme †
- Variostoma cochlea †
- Variostoma coniforme †
- Variostoma crassum †
- Variostoma exile †
- Variostoma falcata †
- Variostoma pralongense †
- Variostoma spinosum †